# Квитницкая, Елена Дмитриевна
Елена Дмитриевна Квитницкая (8 октября 1919 — 5 июля 1981) — искусствовед, советский историк архитектуры.

## Биография
Родилась 8 октября 1919 года в Москве в семье Сухаревых: врача и учительницы начальных классов.  В 1935 году поступила в кружок по рисованию при Государственном музее изобразительных искусств им. А. С. Пушкина.
В 1937 году окончила школу с золотой медалью и поступила в Московский Архитектурный институт, который окончила в 1941 году. Уже шла Великая Отечественная война, и она была направлена рыть окопы под Москвой, затем вместе с семьёй уехала в эвакуацию, где стала работать в Союздорпроекте — в составе группы проектировала мосты. Из-за тяжелых условий жизни заболела туберкулёзом лёгких и была направлена на лечение.
В конце 1942 года вернулась в Москву, стала работать в ЦНИИПС, в лаборатории каменных конструкций под руководством Льва Ивановича Онищика.
В сентябре 1946 года защитила диссертацию на тему: «Каменные арки и цилиндрические своды, как конструктивный элемент прошлого и современного строительства», а в феврале 1947 года ей была присуждена ученая степень кандидата технических наук. Летом этого же года вышла замуж и взяла фамилию мужа Квитницкого Р.Н..
В августе 1947 года перевелась в Московский инженерно-строительный институт на кафедру «Каменные конструкции». Читала лекции.
С 1948 года стала работать в Институте истории и теории Архитектуры Академии Архитектуры СССР. С 1954 года член Союза архитекторов СССР .
Она трудилась в буквальном смысле до последних дней своей жизни, даже будучи прикованной к постели неизлечимой болезнью. Поэтому часть её работ  опубликована после её смерти.
Умерла 5 июля 1981 года. Похоронена на Пятницком кладбище.

## Научная деятельность
Основные работы Квитницкой Е.Д. посвящены архитектуре Белоруссии.
Её статьи характеризуются большим количеством впервые введенных в научный оборот письменных и графических материалов, хранившихся в российских архивах, фондах музеев, библиотечных и натурных материалов, которые она находила на местах. Поэтому большинство её работ рассказывают об уже давно несуществующих архитектурных памятниках.
Она впервые рассмотрела планировку и застройку населенных мест, исследовала и описала городские сооружения, административные здания и центры, общественные сооружения, крепости, изучала культовую архитектуру.
Монастыри Белоруссии, как особый тип монументальных сооружений и комплексов, впервые были введены в науку Квитницкой Е.Д. Серия осуществленных ею фундаментальных публикаций по наиболее ценным памятникам монастырского и храмового зодчества Белоруссии до настоящего времени сохраняет значение базовой научной основы по изучению истории архитектуры и искусства этой страны.
Её особая заслуга состоит в том, что она впервые выделила в особую группу памятники униатского храмового строительства Белоруссии. Она написала ряд статей,  которые освещают историю архитектуры иезуитов, практически ранее неизвестную искусствоведам.
Квитницкая Е.Д. была членом редакционной коллегии сборника «Проблемы истории архитектуры народов СССР» и общесоюзного сборника «Архитектурное наследство» ,  в котором на протяжении многих лет выходили её содержательные публикации.
Её работы в области архитектуры Белоруссии получили признание научного сообщества.
Крупной общеинститутской работой стала «Всеобщая история архитектуры» в 12-ти томах (1964—1977).  Квитницкая Е. Д. была в редакционной коллегии и автором ряда глав об архитектуре Белоруссии,  Западной Европы и Латинской Америки.
Она являлась одним из авторов энциклопедии «Искусство стран и народов мира».
Архивные наработки Квитницкой Е.Д. активно используются современными исследователями.

## Избранные научные публикации
- Квитницкая Е.Д. Строительство Тызенгауза в Гродно. В сб. «Архитектурное наследство» № 11. — М., 1959
- Квитницкая Е.Д. Строительство Тызенгауза в Поставах. В сб. «Архитектурное наследство» № 13.—М., 1961
- Квитницкая Е.Д. Старые городские деревянные дома юго-западной Белоруссии. В сб. «Архитектурное наследство» № 13.—М., 1961
- Квитницкая Е.Д. Малоизвестные зальные сооружения Белоруссии конца XV – начала XVI в. В сб. «Архитектурное наследство» № 16. — М., 1967
- Квитницкая Е.Д. Планировка Гродно в XVI – XVIII вв. В сб. «Архитектурное наследство» № 17. — М., 1964
- Квитницкая Е.Д. Коллегиумы Белоруссии XVII в. В сб. «Архитектурное наследство» № 18. — М., 1969
- Квитницкая Е.Д. Белорусские коллегиумы XVIII в. В сб. «Архитектурное наследство» № 19. — М., 1972
- Квитницкая Е.Д. Административные здания Белоруссии конца XVIII в. В сб. «Архитектурное наследство» № 20. — М., 1972
- Квитницкая Е.Д. (архитектура), Романовский Н. Т. «Гродно» (статья). Большая советская энциклопедия. 3-е изд. Т.7, — М.: Советская энциклопедия. 1972
- Квитницкая Е.Д. Типовое проектирование в Белоруссии в конце XVIII в. В сб. «Архитектурное наследство» № 21. — M., 1973
- Квитницкая Е.Д. Приёмы формирования торгово–административного центра Витебска в XVIII в. В сб. «Архитектурное наследство» № 22. —  М., 1974
- Квитницкая Е.Д. Новый замок в Гродно. Сборник научных трудов. Проблемы истории архитектуры. — М.: ЦНИИП градостроительства, 1974
- Квитницкая Е.Д. Особенности средневековых храмов Белоруссии. В сб. «Архитектурное наследство»  № 23. — М., 1975
- Квитницкая Е.Д. Могилёвский Спасский монастырь. В сб. «Архитектурное наследство»  № 24. — М., 1975
- Квитницкая Е.Д. «Образцовые» проекты жилой застройки Бобруйска. Сборник научных трудов №2. Проблемы истории архитектуры народов СССР. — М., 1975.
- Квитницкая Е.Д. Собор св. Софии в Полоцке. Сборник научных трудов №3 Проблемы истории архитектуры народов СССР. — М.: ЦНИИП градостроительства, 1976.
- Квитницкая Е.Д. Планировка Бобруйской крепости. В сб. «Архитектурное наследство» № 25. — М., 1976
- Квитницкая Е.Д. Приходской костёл в Гродно. Сборник научных трудов №4 Проблемы истории архитектуры народов СССР. — М.: ЦНИИП градостроительства, 1977.
- Квитницкая Е.Д. Светские училища Белоруссии первой трети XIX в. В сб. «Архитектурное наследство» № 26. — M., 1978.
- Квитницкая Е.Д. Особенности жилых домов периода классицизма в Белоруссии. Сборник научных трудов. Национальное своеобразие зодчества народов СССР. — М.: ЦНИИП градостроительства, 1979.
- Квитницкая Е.Д. Монастыри Бреста XVII – XVIII вв. В сб. «Архитектурное наследство» № 27. — М., 1979.
- Квитницкая Е.Д. Каплицы Белоруссии. В сб. «Архитектурное наследство» № 28. — М., 1980.
- Квитницкая Е.Д. Брамы Белоруссии. В сб. «Архитектурное наследство» № 29. — М., 1981.
- Квитницкая Е.Д. Госпитали Белоруссии первой половины XIX в. В сб. «Архитектурное наследство» № 30. — М., 1982.
- Квитницкая Е.Д. Центры городов Белоруссии в XVI – первой половине XIX в. В сб. «Архитектурное наследство» № 31. — М., 1983.
- Квитницкая Е.Д. Архитектура лечебных зданий Белоруссии в первой половине XIXв. В сб. «Архитектурное наследство» № 32. — М., 1984.
- Квитницкая Е.Д. Монастыри XVIII в. с безбашенными храмами в Белорусси. В сб. «Архитектурное наследство» № 33.— М., 1985.